# Cool (Jonas Brothers)
Cool is een nummer van de Amerikaanse band Jonas Brothers. Het werd uitgebracht op 5 april 2019 door Republic Records en was de tweede single van hun album Happiness Begins.

## Ontvangst
Cool had aanzienlijk minder succes dan Sucker, de vorige single van de Jonas Brothers. In de Billboard Hot 100, de hitlijst van de Verenigde Staten, bereikte het de 27e plek, terwijl Sucker nog bovenaan de lijst binnenkwam. In Nederland kwam het in geen enkele hitlijst binnen en in de Vlaamse Ultratop 50 kreeg het alleen een plek in de tipparade.

## Live-uitvoeringen
De Jonas Brothers brachten Cool live ten gehore in de Amerikaanse tv-programma's Saturday Night Live en The Voice.